# بزفيد للأسرار التي لم تحل
بزفيد للأسرار الغير محلولة (المعروفة أيضًا بأسم غير محلول) هي سلسلة ويب وثائقية ترفيهية أمريكية تم إنشاؤها وإنتاجها بواسطة رايان بيرقارا. تم بثه لأول مرة على اليوتيوب في 4 فبراير 2016، واستمر لمدة ستة مواسم. يبث البرنامج حاليًا على قناة خاصة بالبرنامج تسمى شبكة بزفيد الغير محلولة.
يتبع البرنامج رايان بيرقارا وشاين مادي الذين يناقشون الجرائم التي لم يتم حلها، والأماكن المسكونة، والممتلكات الشيطانية المزعومة، والحوادث التاريخية. بما أن مواضيع المناقشة غالبًا ما تكون مروعة، يتم تقديم معظم الحلقات بشكل كوميدي ساخر. تم تصوير العرض في لوس أنجلوس بشكل أولي مع بعض الحلقات التي تم تصوير أجزاء منها في جميع أنحاء الولايات المتحدة وفي بلدان أخرى مثل المملكة المتحدة والمكسيك.
أصبح العرض ناجحًا في قناة بزفيد، حيث تم عرضه بانتظام كواحده من أكثر البرامج مشاهده على القناة. قبل العرض الأول للموسم الثامن، جددت قناة بزفيد البرنامج لعرض الموسم التاسع، الذي تم بثه في أواخر عام 2018. تم عرض الموسم العاشر لأول مرة في مارس 2019، والموسم الحادي عشر لأول مرة في سبتمبر 2019. بدأ كِلا من رايان وشاين شركة إنتاج رقمية جديدة تدعى واتشر للترفيه (Watcher Entertainment)، ولا يزالان يعملان مع شركة بزفيد لعرض الموسم الثاني عشر في أوائل عام 2020.

## طريقة العرض

### الخلاصة
يشارك كِلا من رايان بيرقارا وشاين مادي في استضافة برنامج بزفيد: الجرائم الحقيقية و الخوارق الطبيعية. تولى مادي منصب المضيف السابق برنت بينيت في أواخر 2016. يكمن الاختلاف الأكبر بين بينيت ومادي في ردودهما على نظريات بيرقارا: على عكس بينيت، الذي كان يساير بيرقارا، مادي يشكك بكل شي يقوله رايان. اظهرهذا الانقسام الصارخ بين المضيفين ماكان ينقص البرنامج منذ البداية.
يخلق التناقض بين تصديق بيرقارا بالمؤامرات والشكوك الخارقة وبين شك مادي وعدم تصديقه لمثل هذه الأمور اغلب الحوارات في البرنامج. يؤمن برقارا بشده بألأرواح مثل الأشباح أو الأرواح الشريرة، ويدافع في كثير من الأحيان عن حقيقة وجود هذه الأرواح طوال السلسلة. ومع ذلك، يظهر برقارا عدم إمانه بأمور مثل بيغ فوت وأحيانًا الفضائيين. مادي يشكك في كل ما هو غير علمي وعندما يواجه ظواهر روحانيه يستمر بالقيام بتصرفات كوميديه تصرف الانتباه عنها. ومع ذلك، في بعض الأحيان يؤمن بوجود بيغ فوت والفضائيين إلى حد ما ويراهم اقرب إلى الواقع. تم إطلاق اسم «بووقاراز» على أولئك الذين يدعمون برقارا وأطلق على أولئك الذين يدعمون تشكك مادي اسم «شاينياكس».
يمكن رؤية أوجه التشابه والتباين بين الشاينياكس وبووقاراز بوضوح في الأسئلة المقدمة إلى البرنامج والأسئلة التي تصل إلى رايان وشاين في حلقات المناقشة حيث يجيبون على الأسئلة المهمة في أحدث حلقات البرنامج.
ومن الأعضاء المهمين الآخرين في طاقم البرنامج الرئيسي تيجاي ماركبانك و AD الأول وديفون جورالمون والمنتج والمصور مارك سيليستينو. نظرًا لنمو شعبية البرنامج، يعمل برقارا مع عدد من الأفراد لطرح واقتراح المواضيع وإذا كان البرنامج قادرًا على تغطيتها، في حين يتم إستثناء مادي عن العملية هذه لكي يرى المواضيع مع وجهة نظر أخرى ومنظور أكثر حداثة.

### الأسلوب
عادة ما يتم تصوير الحلقات مع المضيفين جالسين على مكتب، حيث يقدم بيرقارا لمادي والجمهور قضية متعلقه بجريمة حقيقية أو ظاهره خارقه للطبيعة بمساعدة أدلة وإثباتات مصوره. في بعض الأحيان، يسافر المضيفان وأفراد الطاقم الآخرون للتحقيق في أماكن مختلفة، هذه الطريقة تستخدم في غالبًا لحلقات القضايا الخارقة للطبيعة . ويهدف الاثنان إلى إنشاء «نهج وجهة النظر الشخصية» في مناقشة الحالات باستخدام الفكاهة في محاولة لتحقيق التوازن بين الأمور المظلمة والمضحكة.

### الضيوف
في حلقة الفضائيين الأثريين من برنامج بزفيد: الخوارق الطبيعيه الموسم الرابع ، ظهر جورجيو تسوكالوس في نقاش حول احتمالية رؤية صحن فضائي طائر. الأب غاري توماس هو «طارد أرواح معتمد من قبل الفاتيكان» وضيف يظهر بشكل متكرر في البرنامج، سواء شخصيًا أو عن طريق ذكر اسمه من قبل المضيفين، الذي يقدم المشورة حول كيفية التعامل مع الأرواح.

### المقدمين
| مقدمين الجرائم الحقيقية                 | - رايان بيرقارا (2016- إلى الان) - شاين مادي (2016-إلى الان) - برينت بينيت (2016) |
| قدمين الخوارق الطبيعية                  | - رايان بيرقارا (2016-إلى الان) - شاين مادي (2016-إلى الان)                       |
| مقدمين المؤامرات الرياضية               | - رايان بيرقارا (2018) - زاك إفانز (2018)                                         |
| مقدمين بزفيد - حلقات المناقشات والأسئلة | - رايان بيرقارا (2017-إلى الان) - شاين مادي (2017-إلى الان)                       |

## الحلقات

### بزفيد - الجرائم الحقيقية

#### الموسم الأول
| #  | الحلقة                                    | وقت النشر      |
| -- | ----------------------------------------- | -------------- |
| 1  | موت رجل سوميترون الغامض                   | 4 فبراير 2016  |
| 2  | قضية القتل المروعه في مزرعة هينتركايفك    | 20 فبراير 2016 |
| 3  | موت إلايزا لام الغريب                     | 18 مارس 2016   |
| 4  | لغز الداليا السوداء المرعب                | 1 ابريل 2016   |
| 5  | الموت الغريب لتسع متنزهين في معبر الشيطان | 15 ابريل 2016  |
| 6  | موت توباك شاكور المحير - الجزء الأول      | 20 مايو 2016   |
| 7  | موت بيغي سمالز المحير - الجزء الثاني      | 27 مايو 2016   |
| 8  | الجرائم المروعة لقاتل الابراج             | 24 يونيو 2016  |
| 9  | اختفاء اطفال سودر المحير                  | 23 ديسمبر 2016 |
| 10 | موت ميشيل فون إمستر الغريب                | 27 يناير 2017  |
| 11 | قضية او.جي سيمبسون الصادمة                | 4 مارس 2017    |
| 12 | اختفاء دي.بي.كوبر الغريب                  | 10 مارس 2017   |

#### الموسم الثاني
| #  | الحلقة                                  | وقت النشر      |
| -- | --------------------------------------- | -------------- |
| 1  | قضية قاتل الفأس في نيو أورليانز المروعة | 28 يوليو 2017  |
| 2  | الموت الغامض لفتى الصندوق               | 4 أغسطس 2017   |
| 3  | رحلة العائلة المفقودة الغريبة           | 11 أغسطس 2017  |
| 4  | حادثة القتل المأساوية لجون بينت رمزي    | 18 أغسطس 2017  |
| 5  | قضية إختفاء أميليا إيرهارت الغريبه      | 25 أغسطس 2017  |
| 6  | جريمة القتل المخيفه في الغرفة رقم 1046  | 1 سبتمبر 2017  |
| 7  | حاثة غرق ناتالي وود الغريبة             | 8 سبتمبر 2017  |
| 8  | جرائم الحبوب المسمومة الغامضة           | 15 سبتمبر 2017 |
| 9  | الجرائم المرعبه في كابينة كيدي          | 22 سبتمبر 2017 |
| 10 | عملية اغتيال جون كنيدي المريبة          | 29 سبتمبر 2017 |

#### الموسم الثالث
| # | الحلقة                          | وقت النشر      |
| - | ------------------------------- | -------------- |
| 1 | جرائم جاك السفاح المروعة        | 26 يناير 2018  |
| 2 | سرقة متحف جاردنر المثيرة        | 2 فبراير 2018  |
| 3 | سفاح كليفلاند المرعب            | 9 فبراير 2018  |
| 4 | الموت الغامض لامرأة إسدال       | 16 فبراير 2018 |
| 5 | القتل الغريب لكين ريكس ماكلروي  | 23 فبراير 2018 |
| 6 | جريمة قتل وليام ديسموند تايلور  | 2 مارس 2018    |
| 7 | الاختفاء التاريخي للويس لو برنس | 9 مارس 2018    |
| 8 | غموض عائلة جاميسون المرعب       | 16 مارس 2018   |

#### الموسم الرابع
| # | الحلقة                                       | وقت النشر     |
| - | -------------------------------------------- | ------------- |
| 1 | الاختفاء المريب لجيمي هوفا                   | 13 يوليو 2018 |
| 2 | السرقه الغريبه لبنك طوق القنبلة              | 20 يوليو 2018 |
| 3 | الموت الغامض لعروس اليوم الثامن              | 27 يوليو 2018 |
| 4 | الهروب من سجن الكاتراز العظيم                | 3 أغسطس 2018  |
| 5 | قضية تسميم الجاسوس الروسي السابق             | 10 أغسطس 2018 |
| 6 | الموت الغريب لتشارلز سي مورجان               | 17 أغسطس 2018 |
| 7 | اختفاء بوبي دنبار الغريب                     | 24 أغسطس 2018 |
| 8 | البحث عن كنز فورست فين                       | 7 سبتمبر 2018 |
| 9 | إعادة النظر في جريمة الداليا السوداء المخيفة | 11 يناير 2019 |

#### الموسم الخامس
| # | حلقة                                    | نشرت           |
| - | --------------------------------------- | -------------- |
| 1 | القضية المخيفة للمراقب                  | 22 مارس 2019   |
| 2 | جرائم ذراع سمك القرش الأسترالية الغريبه | 29 مارس 2019   |
| 3 | القضية المريبة لاعترافات ريكيافيك       | 5 أبريل 2019   |
| 4 | القتل المفاجئ لبغزيسيجل                 | 12 أبريل 2019  |
| 5 | قاتل شبح تيكساركانا المرعب              | 19 أبريل 2019  |
| 6 | القضية الصادمة لقاتل الخنجر من فلوريدا  | 26 أبريل 2019  |
| 7 | اختفاء والتر كولينز المحير              | 3 مايو 2019    |
| 8 | الموت الغريب لفنسنت فان جوخ             | 10 مايو 2019   |
| 9 | إختفاء دوروثي أرنولد المستحيل           | 26 سبتمبر 2019 |

### بزفيد - الخوارق الطبيعية

#### الموسم الأول
| # | الحلقة                                      | وقت النشر               |
| - | ------------------------------------------- | ----------------------- |
| 1 | " الرجال بالبدلة السوداء " بالحياة الواقعية | 29 أبريل 2016           |
| 2 | مجتمع المنتورون السري                       | 29 يوليو 2016           |
| 3 | 3 قضايا مرعبة للأشباح والشياطين             | 26 أكتوبر 2016          |
| 4 | طرد الأرواح الشريرة من اناليزميتشل          | 12 نوفمبر 2016          |
| 5 | موت غلوريا راميريز الغريب                   | 3 ديسمبر 2016           |
| 6 | أرواح منزل وايلي                            | 13 من كانون الثاني 2017 |
| 7 | سفينة الملكة ماري المسكونة                  | 17 فبراير 2017          |

#### الموسم الثاني
| #  | الحلقة                                  | وقت النشر     |
| -- | --------------------------------------- | ------------- |
| 1  | أشباح وشياطين بوبي ماكي                 | 7 أبريل 2017  |
| 2  | المطاردة المروعة لبيج فوت               | 14 أبريل 2017 |
| 3  | 3 حالات مروعة واقعية للفضائيين الأثريين | 21 أبريل 2017 |
| 4  | القاعات المسكونة بمستشفى ويفرلي هيلز    | 28 أبريل 2017 |
| 5  | أغرب حالات الاختفاء في مثلث برمودا      | 5 مايو 2017   |
| 6  | جرائم القتل التي تطارد بيت ليزي بوردين  | 12 مايو 2017  |
| 7  | الاحتراق البشري الذاتي لماري ريسر       | 19 مايو 2017  |
| 8  | محاكمات ساحرة سالم                      | 26 مايو 2017  |
| 9  | الأحياء المسكونة في فندق دوفين أورليانز | 2 يونيو 2017  |
| 10 | عالم الفودو الغريب في نيو أورليانز      | 9 يونيو 2017  |

#### الموسم الثالث
| #  | الحلقة                                | وقت النشر      |
| -- | ------------------------------------- | -------------- |
| 1  | مدينة الأشباح في منجم فولتشر          | 13 أكتوبر 2017 |
| 2  | ثلاث حالات من الاختطاف الفضائي المريب | 20 أكتوبر 2017 |
| 3  | الأرواح الأسيرة في سجن الدولة الشرقية | 27 أكتوبر 2017 |
| 4  | الجسر الشيطاني لرجل الماعز            | 3 نوفمبر 2017  |
| 5  | أهوال مأوى بنهورست                    | 10 نوفمبر 2017 |
| 6  | حادثة اصطدام صحن روزويل الفضائي       | 17 نوفمبر 2017 |
| 7  | الاختفاء الغامض لمستعمرة رونوك        | 24 نوفمبر 2017 |
| 8  | حانة فيادكت المسكونة في لندن          | 1 ديسمبر 2017  |
| 9  | حجر قلعة كولشيستر المخيفة             | 8 ديسمبر 2017  |
| 10 | مقابر لندن المرعبه                    | 15 ديسمبر 2017 |

#### الموسم الرابع
| # | الحلقة                            | وقت النشر     |
| - | --------------------------------- | ------------- |
| 1 | البحث عن موثمان الغامض            | 20 أبريل 2018 |
| 2 | أرواح مأوى رولينج هيلز المظلمة    | 27 أبريل 2018 |
| 3 | بيت بيلاير الشيطاني               | 4 مايو 2018   |
| 4 | ارواح السجناء في سجن ولاية أوهايو | 11 مايو 2018  |
| 5 | ظاهرة أضواء العنقاء الغير مفسره   | 18 مايو 2018  |
| 6 | أرواح نهر القمر                   | 25 مايو 2018  |
| 7 | قصر سوريل-ويد المسكون             | 1 يونيو 2018  |
| 8 | قصر فيلا مونتيزوما الغامض         | 8 يونيو 2018  |

#### الموسم الخامس
| # | الحلقة                                                      | وقت النشر      |
| - | ----------------------------------------------------------- | -------------- |
| 1 | العوده إلى قصر وينشستر المرعب                               | 19 أكتوبر 2018 |
| 2 | الكاهن الشيطاني للبعثه التبشيرية                            | 26 أكتوبر 2018 |
| 3 | أهوال سجن يوما الإقليمي                                     | 2 نوفمبر 2018  |
| 4 | 3 فيديوهات للصحون الفضائية الطائرة من برنامج بينتاقون السري | 9 نوفمبر 2018  |
| 5 | مدينة تومبستون المسكونة                                     | 16 نوفمبر 2018 |
| 6 | شبح هانا ويليامز                                            | 23 نوفمبر 2018 |
| 7 | البحث عن لا ليورونا - المرأة الباكية                        | 4 أبريل 2019   |
| 8 | لعنة المية الشيطانية أنابيل                                 | 28 يونيو 2019  |

#### الموسم السادس
| # | الحلقة                                   | وقت النشر      |
| - | ---------------------------------------- | -------------- |
| 1 | الأسرار الخفية للمنطقة 51                | 20 سبتمبر 2019 |
| 2 | اشباح منارة القديس أوغسطين               | 27 سبتمبر 2019 |
| 3 | أرواح يو إس إس يوركتاون التائهه          | 4 أكتوبر 2019  |
| 4 | أشباح غرفة فايبر الأسطورية في هوليوود    | 11 أكتوبر 2019 |
| 5 | شبح لوي لين                              | 18 أكتوبر 2019 |
| 6 | الأهوال الغير معقولة لسجن البلدة القديمة | 25 أكتوبر 2019 |

### بزفيد - المؤامرات الرياضية

#### الموسم الأول
| # | الحلقة                             | وقت النشر      |
| - | ---------------------------------- | -------------- |
| 1 | التقاعد مايكل جوردان الغامض        | 14 ديسمبر 2017 |
| 2 | ظرف باتريك إيوينج المتجمد          | 21 ديسمبر 2017 |
| 3 | قضية الغاء التصنيف الغريبة         | 28 ديسمبر 2017 |
| 4 | محمد علي وفيلم فانتوم بنتش         | 4 يناير 2018   |
| 5 | مباراة الليكرز ضد الكينقز المشهوره | 11 يناير 2018  |

### الحلقات الخاصة

#### حلقات العطل الخاصة
| # | الحلقة                                    | وقت النشر      |
| - | ----------------------------------------- | -------------- |
| 1 | أسطورة كرامبوس                            | 17 ديسمبر 2017 |
| 2 | مرحبًا ايتها شياطين، إنه جذع اليولو المخيف | 17 ديسمبر 2018 |

#### حلقة خاصة
| # | الحلقة                         | وقت النشر     |
| - | ------------------------------ | ------------- |
| 1 | اقتراب البرنامج للحلقه السبعين | 15 يوليو 2018 |

#### حلقات مع ضيوف مميزين
| #  | حلقة | نشرت           |
| -- | --- | -------------- |
| 1  | الرجال المجربون ينامون في غرفة نوم مسكونة خاصه بمعحبة (بالمشاركه مع مضيفين برنامج الاسرار الغير محلولة) | 30 سبتمبر 2017 |
| 2  | رايان وشاين يقومون بخلق بعضهم في لعبة ذي سيمز 4                                                         | 9 يونيو 2018   |
| 3  | رايان وشين يختاران منزل مسكون من صنع معجبه • ذي سيمز 4                                                  | 26 يونيو 2018  |
| 4  | يتحكم شاين في حياة صديقه في لعبة ذي سيمز4 • رايان                                                       | 4 أغسطس 2018   |
| 5  | رايان وشاين يحاولان صنع فطائر التفاح                                                                    | 5 أغسطس 2018   |
| 6  | قمنا بتصميم ازياء رايان وشاين • لايدي لايك                                                              | 8 أغسطس 2018   |
| 7  | رايان يتحكم في حياة صديقه في لعبة ذي سيمز 4 • شاين                                                      | 11 أغسطس 2018  |
| 8  | رايان وشين يغويان شبح في لعبة ذي سيمز 4                                                                 | 18 أغسطس 2018  |
| 9  | شاين ورايان يحاولان قتل الرجال المجربون في لعبة ذي سيمز 4                                               | 25 أغسطس 2018  |
| 10 | مضيفين برنامج يستحق ذلك يلتقن بمضيفين الأسرار الغير محلولة في لعبة ذي سيمز 4                            | 17 نوفمبر 2018 |

## سلسلة الهوت داجا
مسلسل «هوت داجا» هو عباره عن رسوم متحركة قصيره تظهر في نهاية حلقات الاسئله والمناقشة، تم إنشاؤه وكتابته من قبل المضيف شاين مادي. بدأت الحلقة الأولى من المسلسل في نهاية حلقة الأسئلة الخاصة بطفل الصندوق. على الرغم من أنه في بداية الحلقات، قام مادي بالمزاح حول أن العرض تم تفويضه من قبل المضيف الآخر رايان بيرقارا، على الرغم من ان بيرقارا ليس من المعجبين بالسلسلة، يستمع إلى العرض عندما يتم سرده للجمهور.
تشمل الشخصيات البارزة بام، ساحرة الهوت دوغ الشريرة، جين، البطاطس المقلية، ميزي، ذره رقميه مجسمه مثلية، وبلوبليز (فاكهه تشبه الخوخ، ولكنها أكثر اثاره ولونها ازرق). شخصية أخرى، دكتور إرنستو جوردون غونديس، يقوم بيرقارا بتمثيل شخصيته من خلال ربط مادي لكثير من حواراته من البرنامج فيه لخلق صوت الشخصية. بدأت السلسلة عندما أراد مادي مازحا هوت دوج متزلج في نهاية حلقات الاسئلة والمناقشات، وقد نما إلى العديد من الحلقات المصغرة والموسيقية التي غناها مادي بنفسه.

## روابط خارجية
- Unsolved Network . على يوتيوب
- Buzzfeed Unsolved: True Crime  في قاعدة بيانات الأفلام على الإنترنت (بالإنجليزية)
- Buzzfeed Unsolved: Supernatural  في قاعدة بيانات الأفلام على الإنترنت (بالإنجليزية)